# Ромашин Анатолій Володимирович
Ромашин Анатолій Володимирович (1931—2000) — радянський і російський актор театру і кіно, режисер. Лауреат Державної премії СРСР (1977). Заслужений артист РРФСР (1973). Народний артист РРФСР (1982).

## Життєпис
Народ. 1 січня 1931 р. Закінчив Школу-студію МХАТ (1959, курс В. Я. Станіцина).
З 1959 року — актор Московського академічного театру імені В. Маяковського. Брав участь в спектаклях театру (рос.)«Театр Луны».
З 1986 року — керівник акторської майстерні ВДІКу, професор.
Популярний актор кіно, зіграв з 1959 року близько 120 ролей. Знімався у провідних режисерів: Сергія Герасимова, Сергія Бондарчука, Микити Михалкова, Елема Климова, Сергія Соловйова, Станіслава Говорухіна, Павла Чухрая, Володимира Наумова, Костянтина Худякова, Євгена Гінзбурга та ін.
Режисер-постановник фільму «Без надії сподіваюсь» (1989) і двох телеспектаклів.
Загинув в результаті нещасного випадку увечері 8 серпня 2000 р. недалеко від міста Пушкіно Московської області на власній дачі. Похований на Ваганьковському кладовищі.

### Пам'ять
- Після загибелі актора (рос.)«Театр Луны» засновал акторський приз (щорічний) імені Ромашина — «Ромашка».
- Пам'яті актора присвячено кілька документальних фільмів і телепередач, зокрема (рос.):
  - 2001 — «Чтобы помнили» (документальный телецикл): Анатолий Ромашин. Фильм 74
  - 2006 — «Как уходили кумиры» (документальный телецикл): Анатолий Ромашин
  - 2010 — «Лунное счастье Анатолия Ромашина» (документальный фильм)

## Фільмографія

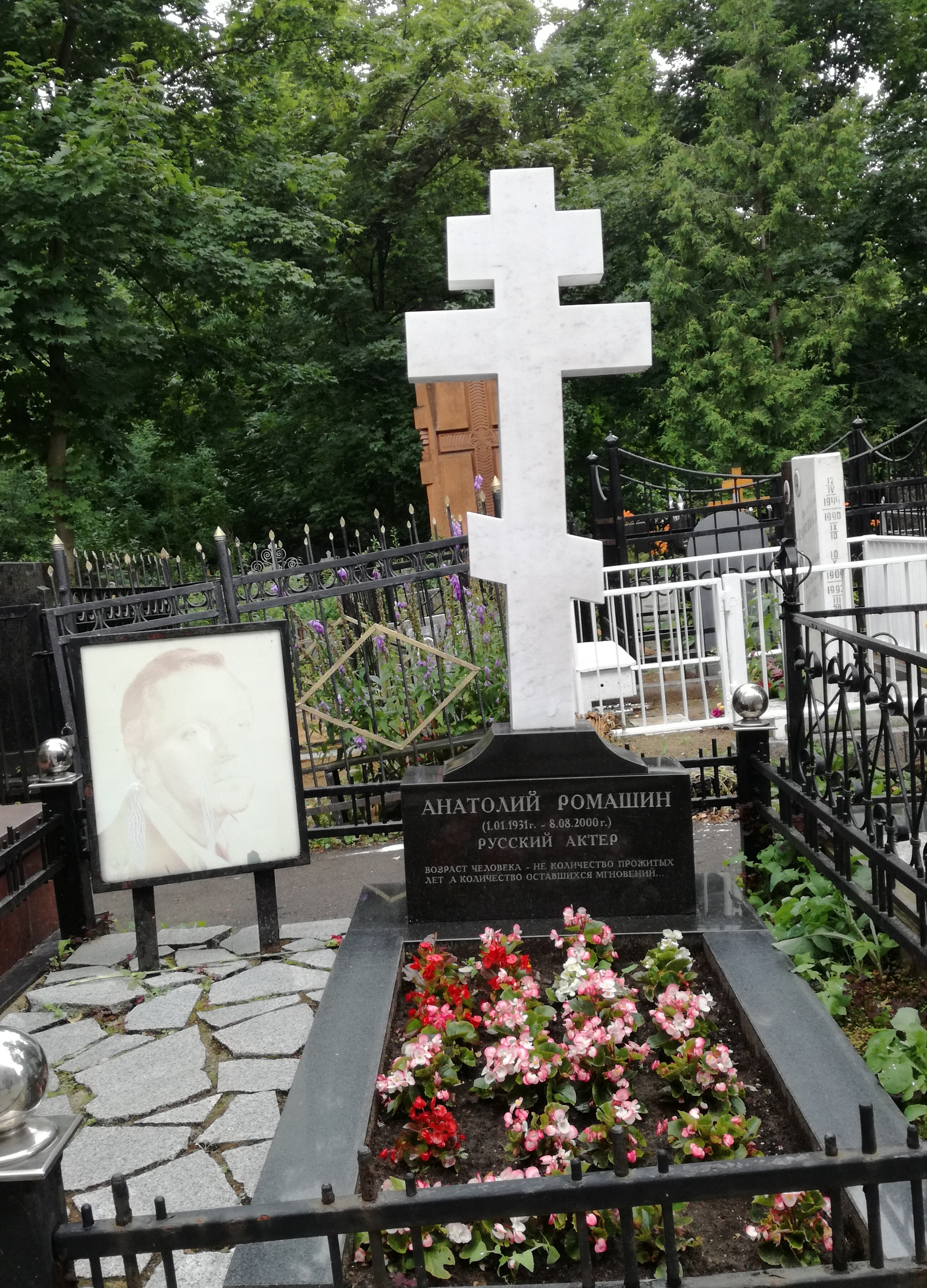
Могила актора Анатолія Ромашина на Ваганьковському кладовищі

(неповна)

### Акторські роботи
- «Вітер» (1959, білий офіцер)
- «Довгий день» (1961, Володимир Іванович, інженер)
- «На семи вітрах» (1962, Костя)
- «Ім'ям революції» (1963, Ф. Е. Дзержинський)
- «Знайомтеся, Балуєв!» (1963, Борис Шпаковський)
- «Пам'ятай, Каспаре!» (1964, Каспар Гролта)
- «Гіперболоїд інженера Гаріна» (1965, доктор Вольф)
- «Втамування спраги» (1966, Зурабов)
- «„Циклон“ почнеться вночі» (1966, обер-лейтенант Лібель)
- «Сьомий супутник» (1967, білий офіцер)
- «Сильні духом» (1967, німецький обер-лейтенант)
- «Звільнення» (1968, кіноепопея; Василь Шатілов)
- «Кут падіння» (1970)
- «Єгор Буличов та інші» (1971, Андрій звонцов, чоловік Варвари)
- «Дівчина з камери № 25» (1971, Віктор Миколайович Голіцин)
- «Бій з тінню» (1972, Тарасов)
- «Любити людину» (1972, Архангельський)
- «Хроніка ночі» (1972, Гліб Чухнін)
- «Совість» (1974, т/с, Валентин Вікторович Кудрявцев)
- «Агонія» (1974, імператор Микола II)
- «Слідство ведуть ЗнаТоКі. Удар у відповідь. Справа N10» (1975, Борис Львович Бах)
- «Час її синів» (1975, Едуард Макарович Михалевич)
- «Таке коротке довге життя» (1975, Федір Андрійович)
- «Дні хірурга Мишкина» (1976, Олексій Борисов)
- «По вовчому сліду» (1976, Павло Тимофійович Ектов)
- «Незакінчена п'єса для механічного піаніно» (1977, Герасим Кузьмич Петрин)
- «Зустріч на далекому меридіані» (1977, Мартін Філіппс)
- «Молодший науковий співробітник» (1978, к/м, Іверцев)
- «Коник» (1978, Олег Сергійович)
- «Сіль землі» (1978, Захар Миколайович Веліканов)
- «Життя Бетховена» (1978, Франц Вегелер)
- «Антарктична повість» (1979, Гаранін)
- «Сцени з сімейного життя» (1979, Ігор Миколайович Мартинов)
- «Кілька днів з життя І. І. Обломова» (1979, текст від автора)
- «Уявний хворий» (1979, Беральд)
- «Шлях до медалей» (1980)
- «Два рядки дрібним шрифтом» (1981, Григорій Григорович)
- «Названий друг» (1981, Юрій Первак)
- «Хід у відповідь» (1981, генерал-майор Нефьодов)
- «Чорний трикутник» (1981, Віталій Олегович Борин)
- «День народження» (1982, Звєрєв Петро Максимович, директор галузевого об'єднання)
- «Простір для маневру» (1982, Єгоров)
- «Хабар. З блокнота журналіста В. Цветкова» (1983, Сергій Кузьмич Курихін)
- «Рецепт її молодості» (1983, адвокат Коленатий)
- «Кохаю. Чекаю. Олена.» (1983, Олександр Дем'янович)
- «Успіх» (1984, Микола Миколайович Князєв)
- «Зіткнення»/ Susidūrimas (1984, Казюкенас)
- «Груба посадка» (1985, полковник Сергій Іванович Соловйов)
- «Улюбленець публіки» (1985, дресирувальник Микита Ионович Лопатин)
- «Тітка Маруся» (1985, Сергій Прокопович)
- «Анна Павлова» (1983—1986, Олександр Миколайович Бенуа)
- «Борис Годунов» (1986, Василь Шуйський)
- «Сім криків в океані» (1986, Капітан)
- «П'ять листів прощання» (1987,  Петро Савицький)
- «Друг» (1987)
- «Шляхетний розбійник Володимир Дубровський» (1988, князь Верейський)
- «Воно» (1989, текст від автора за кадром)
- «Без надії сподіваюсь» (1989, Косташ)
- «Смерть у кіно» (1990, Сергій Сергійович)
- «Вовкодав» (1991, Степанищев)
- «Гріх» (1992, Сергій Сергійович Чайковський)
- «Ключ» (1992)
- «Бажання любові» (1993, Павло Опанасович Круковський)
- «Дім» (1995, Фамусов)
- «Незримий мандрівник» (1998, князь Волконський)
- «Годинник без стрілок» (2001, Володимир Опанасович)
- «Сага древніх булгар. Сказання Ольги Святої» (2005)
- «Джоконда на асфальті» (2007, бомж)
- «Тіні Фаберже» (2008, Карл Густав Фаберже (в фільмі використані матеріали, що відзняті за життя актора)

Ролі в українських фільмах:
- «Де ти був, Одіссею?» (1978, т/ф, 3 с, Карл Ерліх, штурмбанфюрер СС)
- «Маршал революції» (1978, т/ф, 2 с, Врангель)
- «Фотографії на стіні» (1978], т/ф, 2 с, батько Сергія (озвучив Олексій Золотницький)
- «Вигідний контракт» (1979, підполковник КДБ Кірєєв)
- «Танкодром» (1980, т/ф, генерал-лейтенант Ачкасов)
- «Довгі дні, короткі тижні...» (1980, т/ф, 2 с, Антонов)
- «Скарбничка» (1980, т/ф, 2 с, Кокарель)
- «Довгий шлях у лабіринті» (1981, Станіслав Оттович Белявський)
- «Грачі» (1982, слідчий Бєлодєд)
- «До розслідування приступити» (1986—1987, т/ф. «Версія» — 2с; «Наклеп» — 2с, Сазонов)
- «Випадок з газетної практики» (1987, т/ф, Василенко)
- «Десять негренят» (1987, лікар Армстронг)
- «Етюди про Врубеля» (1989, Адріан Прахов, меценат)

### Режисер-постановник
- «Інтерв'ю в Буенос-Айресі» (1979, фільм-спектакль)
- «Життя Клима Самгіна» (1986, фільм-спектакль)
- «Без надії сподіваюсь» (1989, фільм)